# 胡安·巴勃罗·杜阿尔特
胡安·巴勃羅·杜阿尔特（西班牙語：Juan Pablo Duarte，1813年1月26日—1877年7月15日），多米尼加共和國的國父之一，與弗朗西斯科·罗萨里奥·桑切斯和马蒂亚斯·雷蒙·梅亚並列。曾領導多米尼加於1844年獨立，脫離海地統治，最後被當時的桑坦納總統逐出多國，流亡委內瑞拉。國內最高峰杜亞特峰就是以他命名。

## 生平

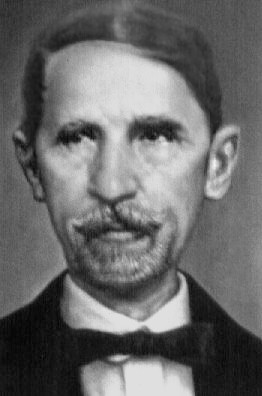
杜瓦特

杜瓦特出生於圣多明各城。為爭取家鄉的獨立，於1838年秘密建立三位一體會。